# エステルハージ・フェレンツ (1715-1785)
エステルハージ・フェレンツ（ハンガリー語: Esterházy Ferenc、クロアチア語: Franjo Esterházy、1715年9月19日 - 1785年11月7日）は、王領ハンガリーの貴族（伯爵）、政治家。1783年から1785年までクロアチアのバンを務めた。